# Zeta Apodis
Désignations
Zeta Apodis (en abrégé ζ Aps) est une étoile géante de la constellation australe de l'Oiseau de paradis, située à la limite avec celle de l'Autel. Elle est visible à l'œil nu avec une magnitude apparente de 4,78. D'après la mesure de sa parallaxe annuelle par le satellite Gaia, l'étoile est distante d'environ ∼ 293 a.l. (∼ 89,8 pc) de la Terre. Elle s'en éloigne à une vitesse radiale héliocentrique de +11 km/s.
Zeta Apodis est une étoile géante rouge évoluée de type spectral K2-III. Elle est approximativement 1,5 fois plus massive que le Soleil et son rayon est 18,6 fois plus grand que le rayon solaire. L'étoile est 126 fois plus lumineuse que le Soleil et sa température de surface est de 4 486 K.